# Koszary w Dębicy
Koszary w Dębicy – kompleksy koszarowe znajdujące się na terenie garnizonu Dębica.
Przed I wojną światową stacjonował w nich austriacki 6 pułk ułanów i 40 pułk piechoty; w okresie II Rzeczypospolitej – 20 pułk ułanów i 5 pułk strzelców konnych, a po II wojnie światowej formacje inżynieryjne – 13 batalion saperów i 3 pułk saperów. Obecnie kwaterują tam pododdziały Wojsk Obrony Terytorialnej.

## Charakterystyka
Na terenie garnizonu dębickiego funkcjonowało kilka kompleksów koszarowych. Były to między innymi Koszary Kawalerii i Koszary Piechoty. Z początkiem marca1936 koszarom w Dębicy nadano nowe nazwy. Koszary Kawalerii otrzymały imię gen. Henryka Dembińskiego, Koszary Piechoty – imię gen. Bonifacego Jagmina, a baraki żywnościowe – imię Fredry.

### Koszary Kawalerii – Dembińskiego
Koszary Kawalerii położone w rejonie ulic: Kościuszki – Akademicka – Ratuszowa w Dębicy pobudowali Austriacy w 1881. Ich pojemność oceniano na 558 ludzi i 640 koni. Do 1914 stacjonował w nich austriacki II/6 pułk ułanów.
Po odzyskaniu przez Polskę niepodległości, formowano tu 9 pułk Ułanów Małopolskich i stacjonował w nich szwadron zapasowy tegoż pułku. Po wojnie polsko-bolszewickiej, od 20 lutego 1921 do 27 lipca kwaterował w nich 24 pułk ułanów, a po jego odejściu 2., 3. i 4 szwadron 20 pułku ułanów. W czerwcu koszary opuścił 2/20 puł., a przybył pułkowy pluton ckm na taczankach. Jesienią 1933 wszystkie pododdziały 20 pułku ułanów opuściły Dębicę. Ich miejsce zajęły 1., 3. i 4 szwadron 5 pułku strzelców konnych. Rozlokowało się w nich także dowództwo pułku.

### Koszary Piechoty – Jagmina
Drewniane Koszary Piechoty pobudowane zostały przez Austriaków pod koniec XIX w. w rejonie dzisiejszego pl. Solidarności. Ich pojemność oceniano na około 500 ludzi. Do 1905 stacjonował w nich austro-węgierski I/90 pułk piechoty, a po nim do 1914 – II/40 pułk piechoty. 
Po wojnie polsko bolszewickiej, od 27 sierpnia 1922 kwaterował w nich  III/2 pułku strzelców podhalańskich. Po skadrowaniu opuścił on dębickie koszary i wiosną 1931 przeniósł się  do Sanoka.
W latach 30. XX w. Koszary Piechoty zasiedliły pododdziały 5 pułku strzelców konnych: szwadron gospodarczy, szwadron zapasowy i pluton łączności. Kontynuowano też rozbudowę  koszar i innych obiektów garnizonowych. 7 października 1934 oddano do użytku strzelnicę usytuowaną w lesie, w rejonie ulic: Krakowska – 1 Maja – Kwiatkowskiego, w lutym 1936 ukończono przebudowę budynku dowództwa pułku, budowę schronu na hydrofory oraz instalację pieców, a wiosną 1937 oddano do użytku nowe schrony amunicyjne koło strzelnicy garnizonowej.

### Inne obiekty
Jednostki dębickiego garnizonu użytkowały także drewniane baraki żywnościowe w rejonie ulic: Kolejowa – Głowackiego oraz Koszary Nad Wisłokiem, przy wschodnim przyczółku mostu kolejowego. O tych ostatnich brak jest bliższych informacji. W latach 1922 –1930 obiektami tymi gospodarował III/2 pułk strzelców podhalańskich.
Zgodnie z obowiązującym w 1939 Planem Mobilizacyjnym „W", po odejściu pułku w koszarach tych powstał Ośrodek Zapasowy Kawalerii „Dębica", który funkcjonował do 7 września, po czym ewakuował się do Brodów.

### Po II wojnie światowej
Po II wojnie światowej koszary dębickie nadal służyły Wojsku Polskiemu. W latach 1947–1948 stacjonował w nich 20 batalion saperów, w latach 1948–1989 zamienił go 13 Kołobrzeski batalion saperów, potem 13 Ośrodek Szkolenia Specjalistów Wojsk Inżynieryjnych, a w latach 1995–2001 gospodarzem koszar był 3 pułk saperów im. gen. Jakuba Jasińskiego.

### Stan obecny
Po rozformowaniu 3 pułku saperów, obiekty koszarowe podzielono między wielu użytkowników cywilnych. Ulokowano w nich między innymi urząd miasta, miejski ośrodek pomocy społecznej, bibliotekę, punkty gastronomiczne oraz muzeum regionalne. W Muzeum jedna z ekspozycji dotyczy wojskowej historii miasta. Północną część kompleksu użytkowała szkoła wyższa. Po jej jej likwidacji do kilku budynków wróciło Wojsko Polskie. Stacjonuje tu 33 batalion lekkiej piechoty im. ppłk. Adama Lazarowicza.
Koszary Dembińskiego w Dębicy zachowały się dość dobrze; istnieje również poaustriacka figura Matki Boskiej. Koszary Jagmina, Fredry i Nad Wisłokiem, a także strzelnica i magazyny amunicyjne, po II wojnie światowej zostały rozebrane, a na ich miejscu stoją obecnie nowe budynki.